# Mewo Chamma
Mewo Chamma (hebr. מבוא חמה) – kibuc położony w Samorządzie Regionu Golan, w Dystrykcie Północnym, w Izraelu.
Leży w południowym krańcu Wzgórz Golan.
Członek Ruchu Kibuców (Ha-Tenu’a ha-Kibbucit).

## Historia
Kibuc został założony w 1968 roku. W 1971 roku osiedlili się tutaj imigranci z Australii i Wielkiej Brytanii.

## Gospodarka
Gospodarka kibucu opiera się na intensywnym rolnictwie.